# GeoTORA
GéoTORA est un protocole de routage géocast, une variante du multicast limité à une zone géographique, utilisé dans les réseaux MANET.
Cette approche est basée sur le protocole de routage unicast TORA avec cependant une importante modification qui permettra d’effectuer un routage anycast. C'est-à-dire que le routage s’effectuera vers n’importe quelle station d’un groupe. Concrètement au lieu d’utiliser une table de routage par nœud, GéoTORA utilise une seule table de routage pour un groupe de nœuds. L’avantage de l’anycast, est qu’on cherche à atteindre d’abord n’importe quels nœud du groupe ; et sachant que ce nœud sera forcément proche géographiquement des autres nœuds de son groupe, on le chargera d’effectuer une inondation sur la zone géocast auquel il appartient. En outre, GéoTORA essaie de trouver plusieurs routes redondantes vers la cible, mais une seule est utilisée à la fois. L’avantage est évident, si un des nœuds qui constituait notre chemin vient à disparaître, on empruntera une autre route. Et même si le nœud à l’entrée de notre zone géocast, venait à se déplacer, un autre chemin nous amènerait à cette zone, du simple fait que le protocole effectue un routage anycast vers ce groupe. N’importe quel nœud du groupe remplacerait alors le précédent nœud pour effectuer l’inondation vers ses voisins de la zone géographique.
L’avantage de GéoTORA est évidemment dans la gestion des pertes de liens. Ce qui fait de lui un protocole très robuste, et très résistant dans un réseau très mobile. Il permet aussi de réduire considérablement la charge du réseau par rapport à un protocole comme LBM. L’inondation étant ici limitée à la seule zone géographique à atteindre. Par contre, GéoTORA n’offrira pas une aussi bonne fiabilité que LBM, ce dernier assurant une meilleure garantie de livraison de paquet. Notamment parce que GéoTORA est sensible aux zones vides de nœuds et qu’il ne sait pas les contourner.